# Скална бъбрица
Скална бъбрица (Anthus petrosus) е вид птица от семейство Стърчиопашкови (Motacillidae).

## Физически характеристики
Възрастните птици са кафеникаво-сиви отгоре с тъмни надлъжни шарки. Отдолу са светлосиво-жълти с кафяви метна. Краката им са сравнително дълги и сиви.

## Начин на живот и хранене
Извън брачния период се среща по скалисти крайбрежия и плажове. Почти не обитава вътрешността на сушата.